# Ashley Zukerman
Ashley Zukerman (Santa Monica, 30 dicembre 1983) è un attore australiano.

## Biografia
Nato negli Stati Uniti, si trasferisce in Australia con la famiglia a due anni, dove frequenta le scuole. Sta per conseguire la laurea in ingegneria alla Monash University, quando ottiene un posto nel prestigioso Victorian College of the Arts. Nel 2006 inizia la carriera in teatro per poi ottenere ruoli in varie serie televisive.
Ottiene la sua prima parte di rilievo nel 2008 recitando nella serie della Network Ten Rush nel ruolo dell'agente di polizia Michael Sandrelli fino al 2011. Dal 2014 al 2015 diventa uno dei protagonisti della serie Manhattan, nel ruolo dello scienziato Charlie Isaacs.
Entra nel cast della miniserie televisiva Childhood's End recitando la parte di Jake Greggson, mentre nel 2016 interpreta Peter MacLeish nella serie Designated Survivor, ricoprendo la parte fino al 2017.
Nel 2021 interpreta un giovane Robert Langdon alle prese con la sua prima indagine ne Il simbolo perduto.

## Filmografia

### Cinema
- Tom White, regia di Alkinos Tsilimidos (2004)
- Blame, regia di Michael Henry (2010)
- The Wind, regia di Emma Tammi (2018)

### Televisione
- The Pacific – miniserie TV, 3 puntate (2010)
- Lowdown – serie TV, 4 episodi (2010)
- Rush – serie TV, 70 episodi (2008–2011)
- The Slap – miniserie TV, 1 puntata (2011)
- Terra Nova – serie TV, 5 episodi (2011)
- Mr & Mrs Murder – serie TV, episodio 1x3 (2013)
- Underbelly – serie TV, 6 episodi (2013)
- The Code – serie TV, 12 episodi (2014-2015)
- Manhattan – serie TV, 23 episodi (2014-2015)
- Childhood's End – miniserie TV, 3 puntate (2015)
- Fear the Walking Dead – serie TV, episodio 2x12 (2016)
- Designated Survivor – serie TV, 10 episodi (2016-2017)
- Masters of Sex – serie TV, episodi 4x03-4x04 (2016)
- Four Stars - film TV, regia di R.J. Cutler (2016)
- Succession – serie TV, 12 episodi (2018-2023)
- A Teacher: Una storia sbagliata, regia di Hannah Fidell – miniserie TV (2020)
- Fear Street Parte 1: 1994, regia di Leigh Janiak – film TV (2021)
- Fear Street Parte 2: 1978, regia di Leigh Janiak – film TV (2021)
- Fear Street Parte 3: 1666, regia di Leigh Janiak – film TV (2021)
- Il simbolo perduto (The Lost Symbol) – serie TV, 10 episodi (2021)
- Città in fiamme (City on Fire) – serie TV, 8 episodi (2023)
- Silo – serie TV, episodio 2x10 (2025)
- Apple Cider Vinegar, regia di Jeffrey Walker – miniserie TV, 5 puntate (2025)

### Cortometraggi
- The Crimson Room, regia di Martin Sharpe (2011)
- Death Star PR - serie TV, episodi 1x6 (2012)
- The Humble Beginnings of the Balloon, regia di Alethea Jones (2013)
- Miasmata, regia di Patrick Mooney (2013)

### Teatro
- The History Boys (2007)
- The Hypocrite (2008)
- B.C. (2009)
- This Is Our Youth (2009)
- As You Like It (2011)

## Doppiatori italiani
Nelle versioni in italiano delle opere in cui ha recitato, Ashley Zukerman è stato doppiato da:
- Emanuele Ruzza in Fear Street Parte 1: 1994, Fear Street Parte 2: 1978, Fear Street Parte 3: 1666
- Nanni Baldini in Rush, Manhattan
- Daniele Giuliani in Designated Survivor
- Francesco Pezzulli in Succession
- Daniele Raffaeli in Childhood's End
- Giorgio Borghetti in Terra Nova
- Jacopo Venturiero in A Teacher - Una storia sbagliata
- Federico Zanandrea ne Il simbolo perduto
- Emiliano Coltorti in Apple Cider Vinegar